# مقياس البيئة الأسرية
يتم استخدام مقياس البيئة الأسرية (FES) لقياس الخصائص الاجتماعية والبيئية للأسرة. وقد تم تطوير هذا المقياس لقياس الخصائص الاجتماعية والبيئية لجميع الأسر. ويمكن استخدامه في العديد من الطرق، في الإرشاد الأسري والعلاج النفسي، لتعليم مقيمي البرامج حول الأنظمة الأسرية وفي تقييم البرامج.

## مخزون المقياس
المقياس به قائمة مخزون تتكون من 90 بندًا وهذه القائمة بها مقاييس فرعية لقياس بُعد العلاقة بين الأشخاص والنمو الشخصي وصيانة النظام. يتضمن بُعد العلاقة قياسات مستوى التماسك والقدرة على التعبير والصراع. والتماسك هو درجة الالتزام والدعم المقدمين من قِبل أعضاء العائلة لبعضهم البعض، والقدرة على التعبير هي مدى شجاعة أعضاء العائلة على التعبير عن مشاعرهم بشكل مباشر، والصراع هو مقدار الغضب الذي يتم الإعراب عنه مباشرة بين أعضاء العائلة.
هناك خمسة مقاييس فرعية تشير إلى النمو الشخصي: الاستقلال والإنجاز والتوجه والتوجه الفكري والثقافي والتوجه الترفيهي النشط والتركيز الأخلاقي والديني. ويقيم مقياس الاستقلال مدى جزم أعضاء الأسرة واكتفائهم ذاتيًا واتخاذ قراراتهم بأنفسهم. ويعكس توجه الإنجاز مقدار الأنشطة التي تُمارس في الإطار الموجه نحو الإنجاز أو الإطار التنافسي. ويقيس التوجه الفكري والثقافي مستوى الاهتمام في الأنشطة السياسية والفكرية والثقافية. ويقيس التوجه الترفيهي النشط مقدار المشاركة في الأنشطة الترفيهية. والتركيز الأخلاقي والديني يقيس مدى التركيز على القضايا والقيم الأخلاقية والدينية.
والمقياسان الفرعيان الآخران، وهما التنظيم والتحكم، يخصان صيانة النظام. وهما يقيسان مقدار التخطيط الذي تم وضعه لأنشطة ومسؤوليات الأسرة ومقدار القواعد والإجراءات المنصوص عليها التي يتم استخدامها لتسيير الحياة الأسرية.
مقياس البيئة الأسرية
بالإضافة إلى ذلك، يتم استخدام ثلاثة أشكال منفصلة من مقياس البيئة الأسرية لقياس تصور الأسرة. يقيس الشكل الحقيقي (الشكل ح) موقف الأشخاص تجاه البيئة الحالية للأسرة، ويقيس الشكل المثالي (الشكل م) التصور الأسري المثالي للشخص بينما يقيس شكل التوقعات (الشكل ث) قدرة الأسرة على تحمل التغيير.
إن عشر درجات يتم الحصول عليها من المقاييس الفرعية تكفي لإنشاء ملف تعريفي عام للبيئة الأسرية. ويستغرق الأمر حوالي 20 دقيقة لاستكمال الاختبار. وبناءً على هذه النتائج، يتم بعد ذلك تصنيف الأسر إلى واحدة من ثلاثة أنماط للبيئة الأسرية استنادًا إلى أبرز خصائصها.

## موثوقية وصحة مقياس البيئة الأسرية
تُعتبر تقديرات الموثوقية لقياسات المقاييس الفرعية متسقة وتعد فترات ما بين الاختبار وإعادة الاختبار مهمة وصحة هذا المقياس مدعومة بالأدلة.

## وصلات خارجية
- The Family Environment Scale